# Ferratum
 (juillet 2017).
Si vous disposez d'ouvrages ou d'articles de référence ou si vous connaissez des sites web de qualité traitant du thème abordé ici, merci de compléter l'article en donnant les références utiles à sa vérifiabilité et en les liant à la section « Notes et références ».
 (janvier 2025).
Motif : L'article est à remettre en page. La page officiel redirige vers un autre nom de domaine.
Ferratum et ses filiales forment le Groupe Ferratum, qui est un fournisseur international de services financiers sur mobiles. Ferratum, basé à Helsinki en Finlande, a été fondé en mai 2005 et a, depuis, étendu ses opérations jusqu’en Europe, Amérique du Nord, Amérique du Sud et dans la région APAC.
Ferratum est spécialisé dans les procédures bancaires automatisées avec une infrastructure de technologie centralisée et des experts en vente. Son système propriétaire de solvabilité Big data auto-apprenant délivre des accords de crédits en instantané avec la sécurité la plus avancée qui soit.

## Histoire et fondateur
Ferratum a été créé en 2005 par Jorma Jokela, fondateur et CEO du Groupe. Il a étudié la comptabilité à l’école de Commerce de Kuopio (fi) et à l’école des hommes d'affaires (fi) d'Helsinki. Il est le fondateur de Jokela Capital Oy, à Helsinki, qu'il a dirigé de 1998 à 2000. Par la suite, en 2004 plus précisément, il a revendu son entreprise Jokela Capital. En 2005, il a fondé Ferratum dont il est le CEO depuis sa création,.

## Équipe de direction
Lea Liigus dirige le service Juridique et Conformité du groupe et est la DG de Ferratum Bank p.l.c., filiale bancaire du Groupe. Elle a étudié le droit à l’Université de Tartu en Estonie et a complété le programme de maîtrise de droit (LL.M) en Contrat et droit commercial à l’Université de Helsinki en Finlande. Avant de rejoindre le groupe en 2006, elle a été conférencière en Droit commercial et Droit européen à l’Estonian Business School de Tallinn et a exercé en tant qu’avocate spécialisée dans le droit commercial et financier et le droit européen au sein du cabinet d’avocats Sorainen, en Estonie.
Saku Timonen est à la tête du service de Prêts et travaille pour le Groupe depuis 2009. Il a étudié le marketing, la finance et l’économie à la School of Economics and Business Administration de Helsinki entre 1996 et 2001. De 2000 à 2006, il a été chargé de la planification stratégique, de la gestion des produits et des relations à la Banque de Sampo. De 2006 à 2009, il a occupé le poste de gestionnaire de produit pour les produits non sécurisés à la GE Money Oy.
Le Dr Clemens Krause est le DAF de l’entreprise et également le directeur général de Ferratum Capital Germany GmbH (Allemagne). Il a étudié l’administration des affaires à l’Université Westfälische Wilhelms-Universität de Münster. De 1989 à 1994, il a travaillé pour l’Institut für Rechnungswesen à Münster, tandis qu’il complétait son Ph.D. En 1994, il a rejoint la Bankgesellschaft Berlin AG où il a occupé le poste de manager et directeur du Projet Finance. Avant de rejoindre le Groupe en 2012, il occupait des postes de direction en Allemagne à la Deutsche Bahn, E-Loan Europe, E*Trade Germany, GE Money Bank (General Electric) et à la Commerzbank.
Ari Tiukkanen est à la tête du service Commercial et Opérations (COO) du Groupe. Il a suivi des études d’ingénieur en industrie à l’Université des sciences appliquées de Jyväskylä et a obtenu son diplôme de Bachelor of Sciences en 1986. Avant de rejoindre le Groupe en 2015, il a dirigé le service Bâtiment et Industrie de Metsä Wood de 2012 à 2015, a été PDG d'Icare Finland du Groupe Revenio de 2008 à 2012, directeur commercial du Groupe  Paloheimo de 2006 à 2008, a dirigé le secteur d’activité des produits du bâtiment chez Finnforest de 1999 à 2006 et a occupé différents postes de manager au sein du Groupe Halton de 1992 à 1999.

## L’ère du Mobile
L’utilisation de banques mobiles n’a cessé d’augmenter. La part d’utilisateurs de smartphones et de tablettes utilisant des services bancaires mobiles est de 47 % en avril 2016 contre 41 % l’année précédente dans les pays européens sélectionnés, aux États-Unis et en Australie. Les analystes s’attendent à ce que, d'ici à 2021, plus de 2 milliards d’utilisateurs de mobiles l’utiliseront pour des services bancaires contre 1,2 milliard en 2016.
Adopter les services bancaires mobiles dépend de beaucoup de l’accès régulier à Internet. En 2016, les réseaux mobiles haut débit couvraient 84 % de la population mondiale. La pénétration du haut débit mobile dans les pays de l’OCDE atteignait les 95,1 % mi-2016, avec un taux d’abonnement dépassant les 100 % en Europe du Nord et en Australie. La tendance vers les services bancaires mobiles touche également les segments de la population à revenus faibles qui possèdent un smartphone et ne sont pas clients d’une banque ou utilisent uniquement des services bancaires limités comme un compte destiné à recevoir leur salaire (ce qu’on appelle communément les clients "sous desservis").
Le secteur fintech mondial a constaté une chute de 50 % des investissements en 2016 avec un fonds annuel de 24,7 milliards de dollars, contre 46,7 milliards de dollars en 2015. Le financement participatif et les prêts fintechs étaient parmi les plus optimistes, surtout en ce qui concerne les prêts P2P. L’enquête a aussi identifié une tendance vers des modèles d’activité plus diversifiés et une expansion vers les autres pays.
En même temps, les banques traditionnelles subissent une forte pression pour réduire leurs coûts et doivent faire face à une perte de revenus  dû à un environnement avec un faible taux d’intérêt. Au cours des dernières années, des banques ont fermé leurs succursales dans toute l’Europe, ce qui a entraîné une perte de leur plus grand avantage compétitif.  Une étude a démontré qu’une interruption dans le secteur bancaire pourrait entraîner une perte de revenus de 10 % à 40 % d'ici à 2025, tandis que les fintechs représenteront une part importante du marché,.